# 汾州 (唐)
汾州（ふんしゅう）は、中国にかつて存在した州。南北朝時代から明代にかけて、現在の山西省中部に設置された。

## 概要
434年（延和3年）、北魏により吐京鎮が立てられた。488年（太和12年）、吐京鎮は汾州と改められた。その州治は蒲子城に置かれた。汾州は西河郡・吐京郡・五城郡・定陽郡の4郡10県を管轄した。
北斉のとき、汾州は南朔州と改称された。
北周のとき、南朔州は介州と改称された。
583年（開皇3年）、隋が郡制を廃すると、介州の属郡は廃止された。607年（大業3年）に州が廃止されて郡が置かれると、介州は西河郡と改称された。617年（義寧元年）、西河郡のうち介休・平遥の2県が分離されて介休郡が置かれた。
618年（武徳元年）、唐により介休郡は介州と改められ、西河郡は浩州と改められた。620年（武徳3年）、浩州は汾州と改称された。627年（貞観元年）、介州が廃止され、介休・平遥の2県は汾州に併合された。742年（天宝元年）、汾州は西河郡と改称された。758年（乾元元年）、西河郡は汾州の称にもどされた。汾州は河東道に属し、西河・孝義・介休・平遥・霊石の5県を管轄した。
宋のとき、汾州は河東路に属し、西河・介休・孝義・平遥・霊石の5県を管轄した。
金のとき、汾州は河東北路に属し、西河・介休・孝義・平遥・霊石・温泉の6県と郭柵・洪山の2鎮を管轄した。
元のとき、汾州は冀寧路に属し、西河・介休・孝義・平遥の4県を管轄した。
1376年（洪武9年）、明により汾州は山西等処承宣布政使司に直属した。1595年（万暦23年）、汾州は汾州府に昇格した。汾州府は山西省に属し、直属の汾陽・孝義・平遥・介休・石楼・臨の6県と永寧州に属する寧郷県、合わせて1州7県を管轄した。
清のとき、汾州府は山西省に属し、汾陽・孝義・平遥・介休・石楼・臨・寧郷・永寧州の1州7県を管轄した。
1913年、中華民国により汾州府は廃止された。